# 25555 Ratnavarma
25555 Ratnavarma è un asteroide della fascia principale. Scoperto nel 1999, presenta un'orbita caratterizzata da un semiasse maggiore pari a 2,8154639 UA e da un'eccentricità di 0,1186012, inclinata di 6,08504° rispetto all'eclittica.